# Municipio de Jackson (condado de Muskingum)
El municipio de Jackson (en inglés: Jackson Township) es un municipio ubicado en el condado de Muskingum en el estado estadounidense de Ohio. En el año 2010 tenía una población de 2451 habitantes y una densidad poblacional de 38,74 personas por km².

## Geografía
El municipio de Jackson se encuentra ubicado en las coordenadas 40°7′24″N 82°9′2″O / 40.12333, -82.15056. Según la Oficina del Censo de los Estados Unidos, el municipio tiene una superficie total de 63.26 km², de la cual 63,24 km² corresponden a tierra firme y (0,04 %) 0,03 km² es agua.

## Demografía
Según el censo de 2010, había 2451 personas residiendo en el municipio de Jackson. La densidad de población era de 38,74 hab./km². De los 2451 habitantes, el municipio de Jackson estaba compuesto por el 97,8 % blancos, el 0,33 % eran afroamericanos, el 0,2 % eran amerindios, el 0,2 % eran asiáticos, el 0,08 % eran de otras razas y el 1,39 % eran de una mezcla de razas. Del total de la población el 0,94 % eran hispanos o latinos de cualquier raza.